# Klövedals socken
Klövedals socken i Bohuslän ingick i Tjörns härad, ingår sedan 1971 i Tjörns kommun och motsvarar från 2016 Klövedals distrikt.
Socknens areal är 33,39 kvadratkilometer varav 33,12 land. År 2000 fanns här 1 329 invånare. Orten Kyrkesund samt sockenkyrkan Klövedals kyrka ligger i socknen.   

## Administrativ historik
Klövedals socken har medeltida ursprung.
Vid kommunreformen 1862 övergick socknens ansvar för de kyrkliga frågorna till Klövedals församling och för de borgerliga frågorna bildades Klövedals landskommun. Landskommunen inkorporerades 1952 i Tjörns landskommun som 1971 uppgick i Tjörns kommun.
1 januari 2016 inrättades distriktet Klövedal, med samma omfattning som församlingen hade 1999/2000. 
Socknen har tillhört län, fögderier, tingslag och domsagor enligt vad som beskrivs i artikeln Tjörns härad. De indelta båtsmännen tillhörde 1:a Bohusläns båtsmanskompani.

## Geografi och natur
Klövedals socken ligger på nordvästra Tjörn och omfattar även öar som Härön. Socknens består av kala bergsplatåer med odlingsbygd i smala dalsänkor.
I socknen finns tre naturreservat. Stigfjorden som delas med Stenkyrka och Valla socknar samt Stala socken i Orusts kommun liksom Härön ingår i EU-nätverket Natura 2000 medan Kälkerön är ett kommunalt naturreservat. Säby kile som delas med Stenkyrka socken är ett naturvårdsområde.

## Fornlämningar
Drygt 50 boplatser och en dös från stenåldern har påträffats. Från bronsåldern finns cirka 70 gravrösen och två hällristningar. Från järnåldern finns ett gravfält vid Pilane och två fornborgar.

## Befolkningsutveckling
Befolkningen ökade från 1 036 1810 till 1 645 1890 varefter den minskade till 770 1970 då den var som lägst under 1900-talet. därefter ökade folkmängden på nytt till 1 193 1990.

## Namnet
Namnet skrevs 1377 Klouadal och kommer från en gård. Namnet innehåller klauf, 'klyfta' och dal och syftar på ett berg nära kyrkan som har en markerad spricka.